# ホセ・デ・イトゥリガライ

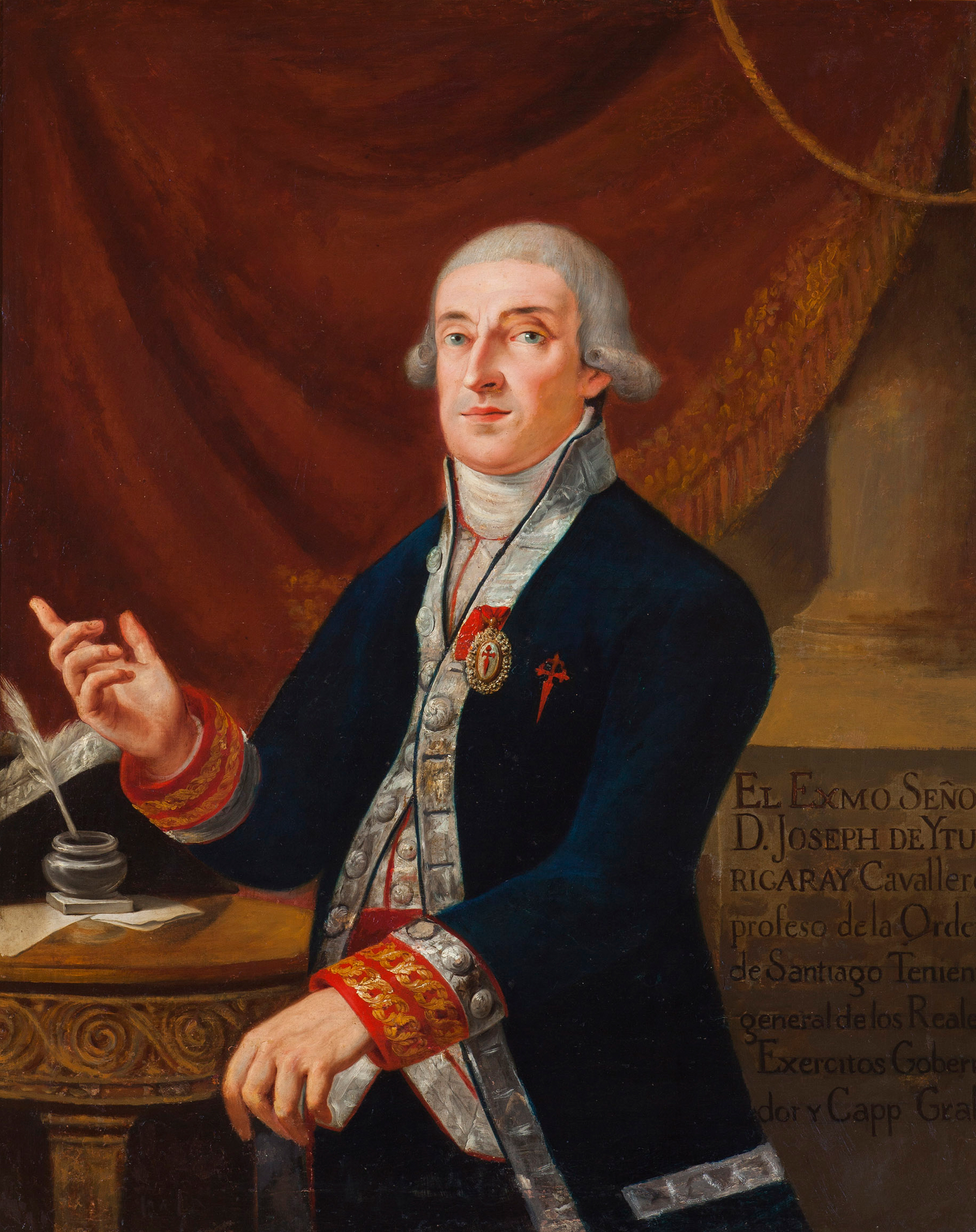
ホセ・デ・イトゥリガライ

ホセ・デ・イトゥリガライ・イ・アロステギ（José de Iturrigaray y Aróstegui、1742年6月27日 - 1815年）は、スペインの軍人・政治家。第56代ヌエバ・エスパーニャ副王（1803-1808年）だったが、クーデターによって解任させられた。

## 生涯
イトゥリガライはカディスで生まれた。1759年、17歳で軍隊に入った。1762年にイギリスおよびポルトガルとの戦争に参加し、とくにアルメイダ包囲戦に加わった。1765年にはサンティアゴ騎士団に叙任された。1782年にはジブラルタル包囲戦にも参加した。フランス革命が起きると、1793年にフランスとの戦闘に参加した。1801年にはアンダルシア軍の指揮官としてポルトガルとの戦争に参加した。
カルロス4世の宰相マヌエル・デ・ゴドイと友人であったことから、その後は政治家の道を歩んだ。1802年にヌエバ・エスパーニャ副王に任命され、1803年1月4日に正式に就任した。
統治初期においてイトゥリガライの人気は高かった。彼はベラクルスへの新しい街道を建設し、セラヤに橋を架け、闘牛を開催して収入を得た。
彼が副王の時代に種痘がもたらされた。1804年にフランシスコ・ハビエル・デ・バルミスによってアメリカ大陸に種痘を広めるための遠征が行われた (Balmis expedition) 。アレクサンダー・フォン・フンボルトがメキシコを訪問したのもこの時代である。
しかしすぐにイトゥリガライは立場を利用して私腹を肥やそうとしていると批判された。
1804年にスペインとイギリスの戦争がはじまると、軍事費を捻出するために聖職者の資産の差し押さえを含む「Real Cédula de Consolidación de los Vales」を発したが、この制度は聖職者やスペイン出身の富裕層に大きな負担を強いるもので、きわめて評判が悪かった。この制度は1808年3月に中止になった。
1808年にスペイン本国にナポレオン・ボナパルトが侵入して半島戦争が起き、スペイン王カルロス4世・フェルナンド7世が退任させられ、ゴドイも失脚した。8月、イトゥリガライが自由主義的なセビリアのフンタの権威を承認しなかったために、主にクリオーリョから構成されるメキシコのカビルド（市参事会）との対立が起きた。セビリアのフンタから派遣された代表者はクリオーリョの人気を集め、副王の権威は弱まった。
これに対して王党派のスペイン出身者たちは副王を排除するために武器弾薬を集め、またクリオーリョとイトゥリガライが組んでメキシコをスペインから独立させようとしているという噂を流した。1808年9月15日深夜に、スペイン出身者たちの首領であるガブリエル・デ・イェルモ (Gabriel J. de Yermo) に率いられた数百人が副王の宮殿に侵入して副王を連れ去り、家族は監禁された。アウディエンシアの聴訴官や大司教はペドロ・デ・ガリバイを後任の副王に立てた。
イトゥリガライはスペインに帰国させられ、カディスで汚職・背信の嫌疑で収監・審査されたが、1810年に背信については恩赦が与えられた。審査が結束する前の1815年にマドリードで没した。